# Каннингем, Доминик
Доминик Адам Каннингем (англ. Dominick Cunningham, род. 9 мая 1995 года, Бирмингем, Великобритания) - британский гимнаст, чемпион Европы в Глазго 2018 году в вольных упражнениях.

## Биография
Он являлся учащимся католического колледжа в Бирмингеме до 2013 года.
Каннингем добился значительного успеха на юниорском уровне. Он принимал участие в Австралийском юношеском Олимпийском фестивале 2013 года и Европейских юношеских играх 2011 года.
Каннингем был членом Британской команды на Чемпионате Европы по спортивной гимнастике в апреле 2017 года в Румынии. 
На Играх Содружества 2018 года, проходивших в Голд-Косте, Австралия, Каннингем был частью команды Великобритании, которая выиграла золото в мужском многоборье. На этом же турнире он выиграл бронзу в вольных упражнениях.
На Чемпионате Европы 2018 года в Глазго британский спортсмен выиграл золото в вольных упражнениях, став чемпионом Европы. В составе команды Великобритании он также выиграл серебряную медаль континентального первенства.